# Cmentarz ewangelicki w Obornikach
Cmentarz ewangelicki w Obornikach – nieistniejący cmentarz ewangelicki zlokalizowany w Obornikach przy ulicy marsz. Józefa Piłsudskiego 41.

Na Cmentarzu spoczywają z bardziej znanych osób przedstawiciele rodziny Dalhmann właścicieli pobliskiego Młyna, rodziny Busse właścicieli pobliskiego Kowanowa, poległych w I i II Wojnie światowej. W 2013 roku na tyłach parku odsłonięto kamień pamięci

## Historia
Ewangelicy zamieszkiwali Oborniki od 1705, jednak gmina i zbór powstały dopiero w 1777. Akt zgody wydał 22 czerwca 1777 starosta obornicki Kasper Rogaliński, choć pochówki odbywały się tam już wcześniej. Na cmentarz przeznaczono grunt na ówczesnym przedmieściu rożnowskim, na działce otoczonej obecnymi ulicami marsz. Józefa Piłsudskiego, Chłopską i Szkolną. Ostatnie pochówki miały tam miejsce 20 stycznia 1945.  
W latac70. władze miejskie nakazały i przeprowadziły likwidację cmentarza, a w następnym dziesięcioleciu wybudowano tam pawilon handlowy i urządzonpawker W 2013 roku na tyłach parku odsłonięto kamień pamięci.. 